# Scoglietto di Portoferraio
Das FFH-Gebiet Scoglietto di Portoferraio liegt im Mittelmeer vor der Nordküste der Insel Elba nahe Portoferraio. Das Gebiet ist Teil des europäischen Schutzgebiets-Netzes Natura 2000.
Das etwa 1,5 km² große Schutzgebiet umfasst die Meeresfläche zwischen der Punta Capo Bianco im Südwesten, der Punta Falconaia im Südosten und der Insel Scoglietto im Nordosten. Die Insel Scoglietto selbst ist wiederum Teil des FFH- und Vogelschutzgebiets Isole di Cerboli e Palmaiola. Das Gebiet liegt außerdem im Walschutzgebiet im Mittelmeer.

## Schutzzweck
Folgende Lebensraumtypen nach Anhang I der FFH-Richtlinie sind für das Gebiet gemeldet:
| EU Code | * | Lebensraumtyp (offizielle Bezeichnung)         | Fläche [ha] |
| ------- | - | ---------------------------------------------- | ----------- |
| 1120    | * | Posidonia-Seegraswiesen (Posidonion oceanicae) | 100         |
| 1170    |   | Riffe                                          | 15,4        |

### Arteninventar
Folgende Arten von gemeinschaftlichem Interesse kommen im Gebiet vor:
| Bild | EU Code | * | Art                       | wissenschaftlicher Name | Artengruppe |
| ---- | ------- | - | ------------------------- | ----------------------- | ----------- |
|      | 1224    | * | Unechte Karettschildkröte | Caretta caretta         | Reptilien   |
|      | 1349    |   | Großer Tümmler            | Tursiops truncatus      | Säugetiere  |